# Лудвиг XIII фон Йотинген-Валерщайн
Лудвиг XIII фон Йотинген-Валерщайн (на немски: Ludwig XIII von Oettingen-Wallerstein; * ок. 1440; † 21 март 1486) е граф на Йотинген-Валерщайн в Швабия, Бавария.
Той е единственият син на граф Йохан I фон Йотинген († 10 май 1449) и съпругата му графиня Маргарета фон Горц-Кирхберг († 8 януари 1450), дъщеря на граф Хайнрих V фон Горц и Кирхберг (1376 – 1454) и първата му съпруга Елизабет фон Цили († 1424/1426). Сестра му Амалия († сл. 24 март 1487) е омъжена на 8 октомври 1472 г. за граф Лудвиг V фон Хелфенщайн († 9 януари 1493).
Фамилията Йотинген получава ок. 1250 г. замъка и селището Валерщайн в Швабия и през 15 век го прави на резиденция. През 1522 г. от Йотинген се отделя територията на евангелийската линия „Йотинген-Йотинген“ (издигната 1674 г. в княжеското съсловие и измира 1731 г.), и на католическата линия „Йотинген-Валерщайн“, която е издигната 1774 г. в княжеското съсловие и получава 1731 г. две трети от собствеността на измрялата линия „Йотинген-Йотинген“.

## Фамилия
Лудвиг XIII фон Йотинген-Валерщайн се жени на 24 септември 1467 или на 8 февруари 1473 г. във Валерщайн за Ева фон Шварценберг-Хоенландсберг († 18 август 1473), дъщеря на Йохан I фон Шварценберг-Хоенландсберг († 16 май 1460, убит близо до Гинген) и Кунигунда фон Неленбург († 30 март 1478). Те имат една дъщеря:
- Магдалена (* ок. август 1473; † 22 април 1525), омъжена I. на 24 февруари 1485 г. за граф Улрих VII фон Монфор-Тетнанг († 23 април 1520), II. на 23 юни 1524 г. за граф Йохан IV фон Монфор-Ротенфелс-Арген († 29 септември 1529)

Лудвиг XIII фон Йотинген-Валерщайн се жени втори път на 26 януари 1478 г. в Йотинген за графиня Вероника фон Валдбург-Зоненберг († 1517), дъщеря на граф Еберхард I фон Валдбург-Зоненберг († 1483) и Кунигунда фон Монфор-Тетнанг († сл. 1463). Бракът е бездетен.
Вдовицата му Вероника фон Валдбург се омъжва втори път на 25 юни 1488 г. за граф Хуго XVII фон Монфор-Брегенц († 22 юли 1536).